# 沈保平
沈保平（シェン・バオピン）は、中華人民共和国出身の俳優。身長181cm。
1972年、河南省話劇団（現在の河南省話劇院）の研修生に選ばれ、卒業後現在に至るまで同劇団の俳優として活動している。中国国家一級俳優、中国戯劇家協会会員、河南省戯劇家協会会員。
2006年に日本で放映された『大漢風 〜項羽と劉邦〜』では張良役を演じた。多くの歴史ドラマに出演している。

## 出演作品

### テレビドラマ
- 黄河東流去（1983年）
- 神丐（1987年）竇煥文
- 阮氏三雄（1988年）劉唐
- 常香玉（1991年）陳憲章
- 黄埔虎将（1993年）陳明仁
- 大宋王朝趙匡胤（1995年）李煜
- 蘇北決戦（1995年）李黙庵
- 胭脂楼（1997年）王一雄
- 乱世妖后（1998年）賈充
- 一代廉吏于成龍（2000年）傑書
- 曹操（2000年）劉備
- 天辺有個威海衛（2000年）
- 孝荘秘史（2000年）阿敏
- 大唐詩聖（2000年）李白
- 金搏虎（2001年）蘇弩
- 大欽差之皇城神鷹／剣侠情魔（2001年）蘇弩
- 烏龍闖情関（2001年）霍光
- 九歳県太爺（2001年）徐安
- 風雲（2001年）霍步雲
- 桃花扇伝奇（2001年）韓賛周
- 倚天屠龍記（2002年）何太冲
- 血薦軒轅（2002年）張居正
- 射鵰英雄伝（2003年）朱子柳
- 風箏奇縁（2003年）崔大人
- 大漢風 〜項羽と劉邦〜（2004年）張良
- 大漢巾幗／大漢帝国（2004年）張良
- 漢武大帝（2004年）劉武、劉屈氂
- 辺城小子（2004年）張応鴻
- 大清後宮（2006年）花良阿
- 吐鲁番郡王（2006年）包蘇文
- 鹿鼎記（2006年）帰辛樹
- 北魏馮太后（2006年）曇曜
- 彭雪楓将軍（2006年）蔣介石
- 換子成龍（2006年）李老爺
- 東方覇主／江湖往時（2007年）快刀劉
- 大漢英雄／剣行天下（2007年）楊玉林
- 井岡山（2007年）蔣介石
- 最後的格格（2007年）傅倫
- 李清照／清風明月佳人（2007年）李格非
- 少林僧兵（2007年）胡宗憲
- 酔顔紅塵（2007年）周永泉
- 少林寺伝奇2（2008年）秦瓊
- 雪中紅（2008年）恭子敬
- 絶密1950（2008年）政委
- 書剣恩仇録（2009年）雍正帝
- 特殊争奪（2009年）蔡樹栄
- 決戦南京（2009年）蔣介石
- 大丫鬟（2009年）林越
- 宮 パレス 〜時をかける宮女〜（2010年）隆科多
- 萍踪侠影（2010年）石英
- 宮廷の諍い女（2011年）
- 武則天 -The Empress-（2015年）王徳
- 昭王〜大秦帝国の夜明け〜（2017年）
- 麗王別姫 〜花散る永遠の愛〜（2017年）
- 月に咲く花の如く（2017年）
- 如懿伝 〜紫禁城に散る宿命の王妃〜（2018年）
- 瓔珞〜紫禁城に燃ゆる逆襲の王妃〜（2018年）
- コウラン伝 始皇帝の母（2019年）